# Cypriconcha macra
Cypriconcha macra är en kräftdjursart som beskrevs av Blake 1931. Cypriconcha macra ingår i släktet Cypriconcha och familjen Cyprididae. Inga underarter finns listade i Catalogue of Life.